# Architecture en Suède
Cet article traite de l'architecture de Suède dans une perspective historique.

## Moyen Âge

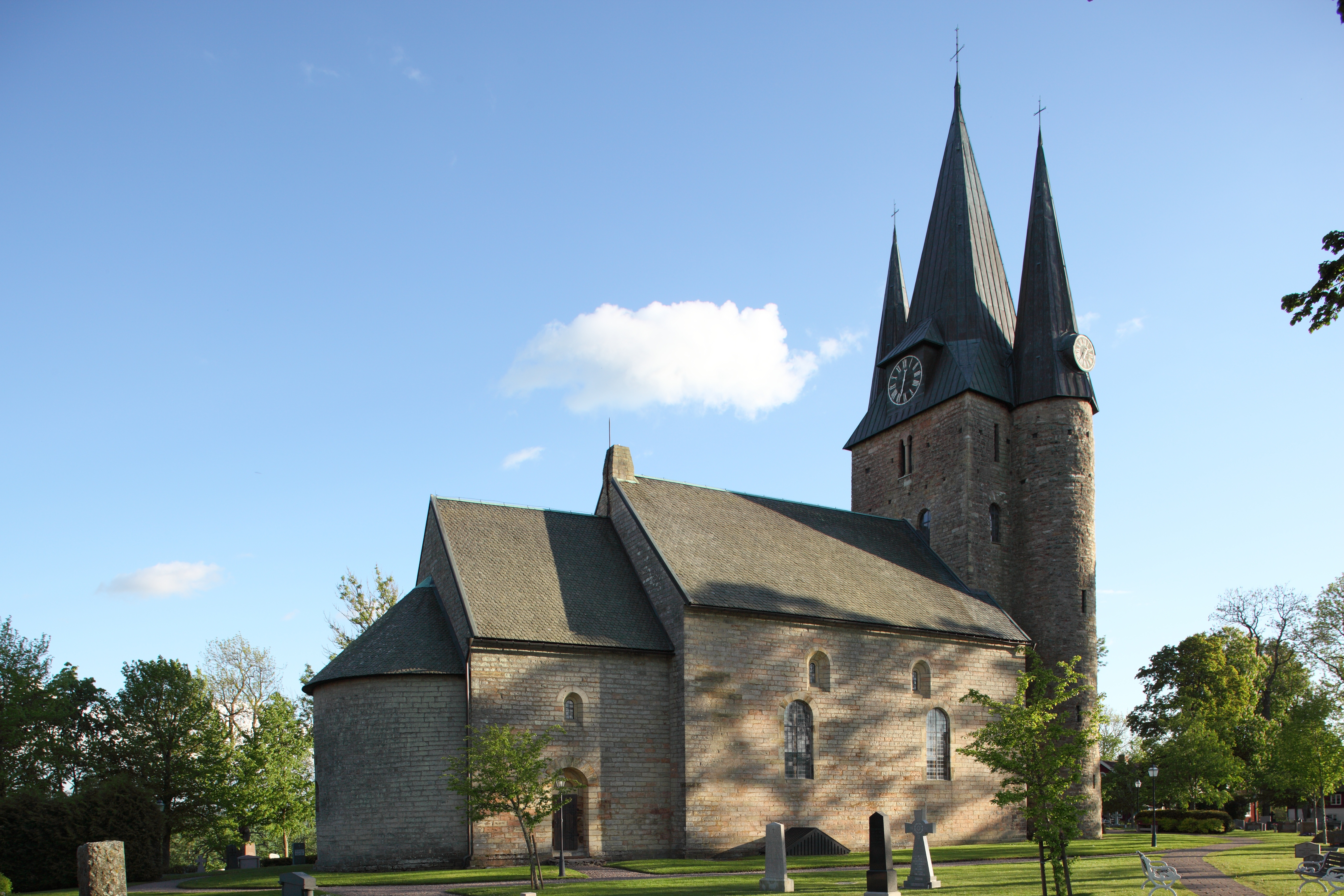
Église d'Husaby.

### Architecture romane
En Suède, le Moyen Âge dura approximativement 500 ans, depuis le baptême d'Olof de Suède en l'an 1000 jusqu'à ce que Gustav Vasa prenne le pouvoir en 1523. À l'origine, presque tous les édifices, qu'ils soient réalisés en ville ou à la campagne, étaient construits en bois. Au XIIe siècle la pierre devint prédominante dans la construction des monastères et des églises d'architecture romane. Les meilleurs témoignages de cette époque sont la cathédrale de Lund, le monastère de Sigtuna, l'église d'Husaby et le monastère d'Alvastra. Les plus petites églises romanes de campagne étaient par ailleurs le plus souvent fortifiées.

### Architecture gothique
L'avènement du style gothique apporta en Suède la brique en tant que nouveau matériau de construction. Les cathédrales de Västerås, de Strängnäs et d'Uppsala furent construites en brique, tandis que la pierre de taille fut employée dans la construction des cathédrales de Skara et Linköping.
Alors qu'environ 1 500 des quelque 4 000 églises suédoises datent du Moyen Âge, les seuls bâtiments laïques de cette période nous étant parvenus sont quelques maisons de bourgeois à Stockholm et à Visby et quelques ruines de châteaux, forteresses et fortifications. Ainsi, les enceintes datant du XIIIe siècle autour de Visby comptent parmi les murailles médiévales les mieux préservées d'Europe. La trame des rues de la vieille cité de Stockholm constitue elle aussi un vestige médiéval.

## Renaissance

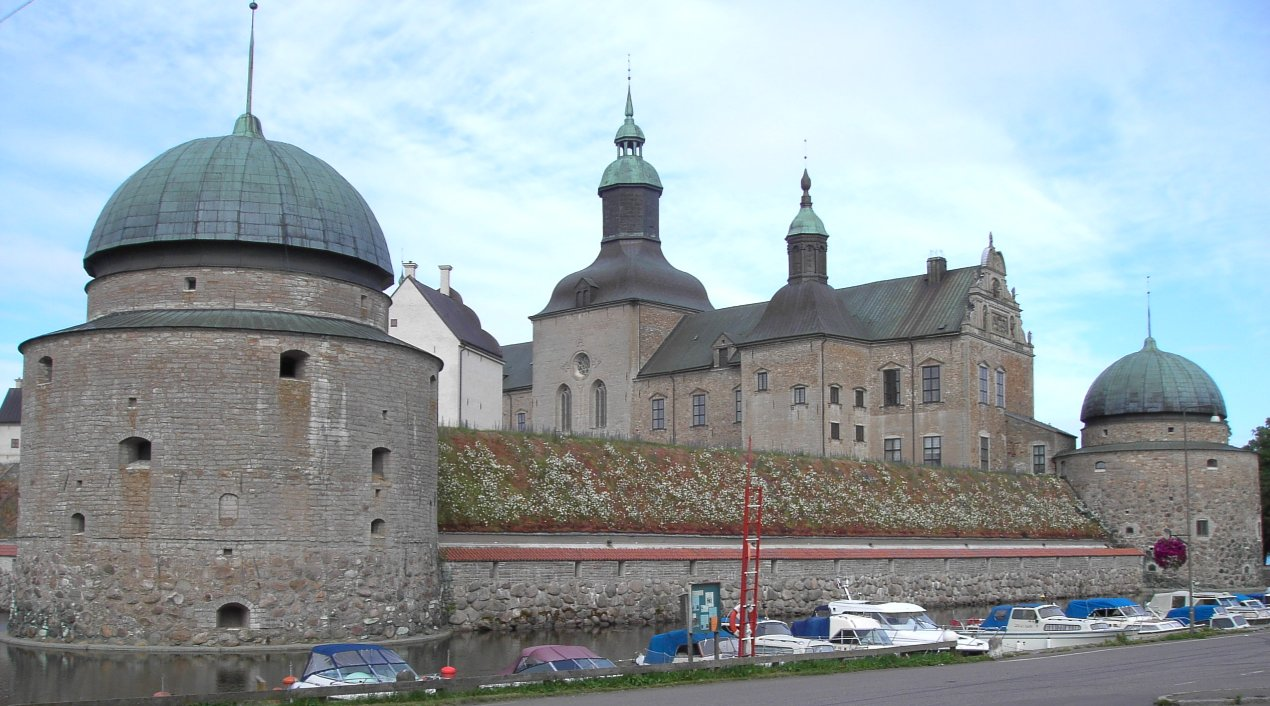
Château de Vadstena.

Avec l'arrivée de Gustave Ier Vasa et le début de la Réforme, la physionomie du pays change radicalement. La construction d'églises et les projets de bâtiments aristocratiques se tarissent. Ce fut l'époque où la magnificence des châteaux de la dynastie de Vasa éclot ; ils furent érigés aux endroits stratégiques pour contrôler le pays aussi bien que pour accompagner le parcours de la cour royale et son escorte ; le château de Gripsholm, le château de Kalmar et le château de Vadstena impressionnent tous par la massivité de leurs murs et la combinaison d'éléments médiévaux avec l'architecture Renaissante.

## XVIIesiècleetxviiiesiècle

### Architecture baroque

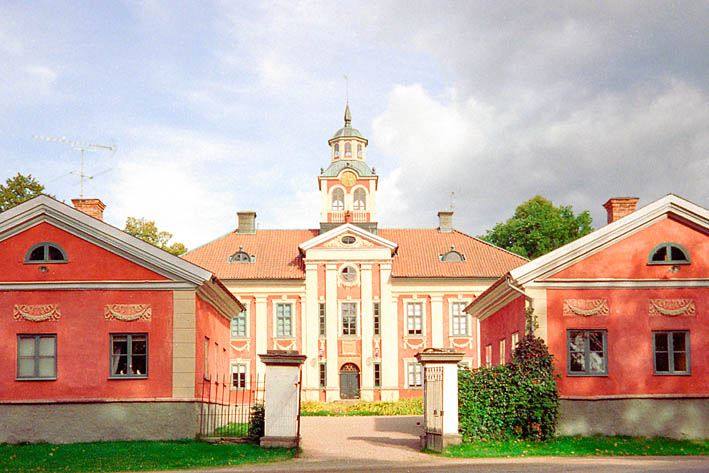
Palais Mariedal.

Alors que la Suède connaît une nouvelle ère de grandeur au XVIIe siècle, l'aristocratie recommença à bâtir. Au même moment, la notion d'architecte s'établissait et la profession se développait. Cette discipline fut assise par la réputation d'architectes comme Simon de la Vallée ou Nicodemus Tessin l'Ancien. De nombreux hôtels particuliers et des villas sont alors construits selon les modèles-types d'Europe occidentale, et surtout de France. De plus la construction d'églises connait également un nouvel essor. L'église Catherine à Stockholm devient un modèle pour de nombreuses constructions et édifices religieux dans le royaume.
L'œuvre de Nicodème Tessin le Jeune pousse le développement architectural suédois vers le haut baroque, à l'image du palais royal de Stockholm et de la cathédrale de Kalmar.
Le XVIIe siècle voit aussi la création de nombreuses villes nouvelles. Elles sont projetées sur une grille régulière de voies et comprennent une place centrale. Deux régions font pourtant exceptions à cela : la province de Skåne, danoise à l'époque, ainsi que Göteborg qui ont été aménagés sur le modèle hollandais en 1619 et incluent des canaux. Le plan reste encore aujourd'hui reconnaissable, même là où les bâtiments d'origine en bois ont disparu.

### Néoclassicisme

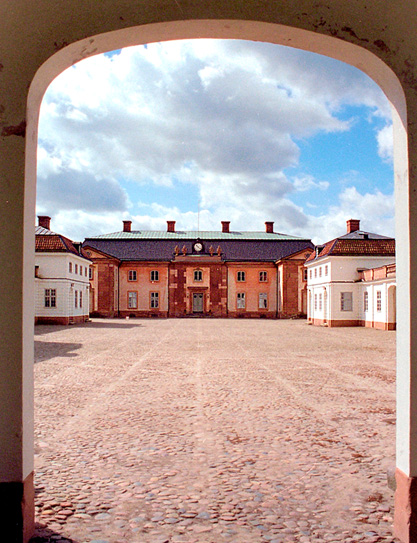
Palais d'Övedskloster.

Pendant la seconde partie du XVIIIe siècle, et surtout après le coup d'État de Gustave III, une nouvelle direction fut prise employant les éléments classiques précédents. En 1773 l'école de construction de l’Académie des Arts fut fondée, peu de temps après l'Office pour la supervision de l'industrie de la construction fut institué. Toutes deux élevèrent le niveau de la qualité architecturale, mais au détriment des traditions architecturales locales. On trouve un témoignage de ce nouvel idéal architectural dans le théâtre-palais de Gripsholm, le bâtiment botanique à Uppsala ou la grande école de Härnösand.

## xixesiècle

### Style Empire
Après les guerres napoléoniennes et la perte de la Finlande, l'activité constructive nationale se concentra dans le secteur militaire. La forteresse de Karlsborg et le canal Göta, qui employa 60 000 personnes sur une période de 23 ans, furent les plus importants projets de construction suédois de tous les temps. Le principal architecte de la première moitié du XIXe siècle était aussi un militaire, le colonel Fredrik BlomFredrik Blom (en). Il dessina une série de casernes et aussi l'église Skeppholm à Stockholm dans un style classique. Mais encore, en tant qu'architecte personnel de la famille royale, il construisit le palais Rosendal.

### Historicisme

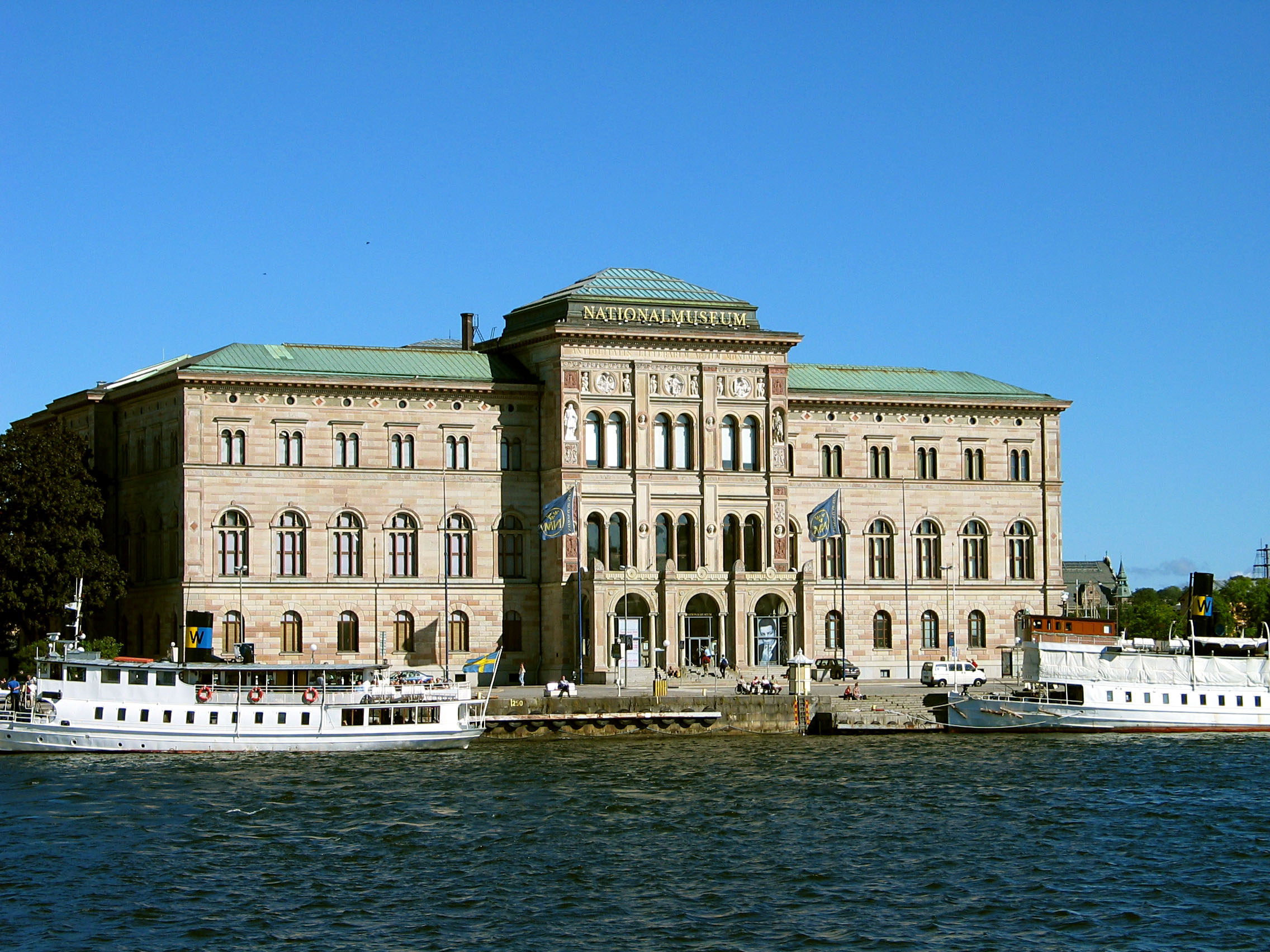
Musée national suédois des Arts plastiques.

L'industrialisation de la Suède commença dans la seconde moitié du XIXe siècle. La population urbaine tripla en l'espace de trois décennies. Cette urbanisation rapide impulsa un nouvel élan au secteur de la construction : des maisons de rapport et des bâtiments publics comme des écoles, des hôpitaux, des prisons, des hôtels, des banques, des marchés, des théâtres et des églises furent alors bâtis. De nombreux édifices sont alors conçus dans un style éclectique, d'inspiration historique. 
Certains architectes se distinguent alors par leur adresse à manier et à s'approprier des styles tout à fait divers : l'allemand Friedrich August Stüler reçut ainsi la commande prestigieuse de la construction du musée national suédois des Arts plastiques qu'il dessina dans un style néo-Renaissance. La synagogue de Stockholm dessinée par Fredrik Wilhelm Scholander est inspirée par l'architecture assyrienne. Son élève Helgo Zettervall, suivit ses traces avec les rénovations en profondeur des cathédrales d'Uppsala, de Skara et de Linköping qui expriment son interprétation du style gothique. Johan Fredrik Åbom, le plus prolifique des architectes suédois de sa génération, dessina de nombreuses églises et une série de mairies dans un style néo-Renaissance. Le Berns Salonger avec son restaurant et ses scènes est aussi une expression notable de la nouvelle fierté civique, comme l'a immortalisé August Strindberg dans son roman la Chambre rouge.

### Art nouveau et style national romantique

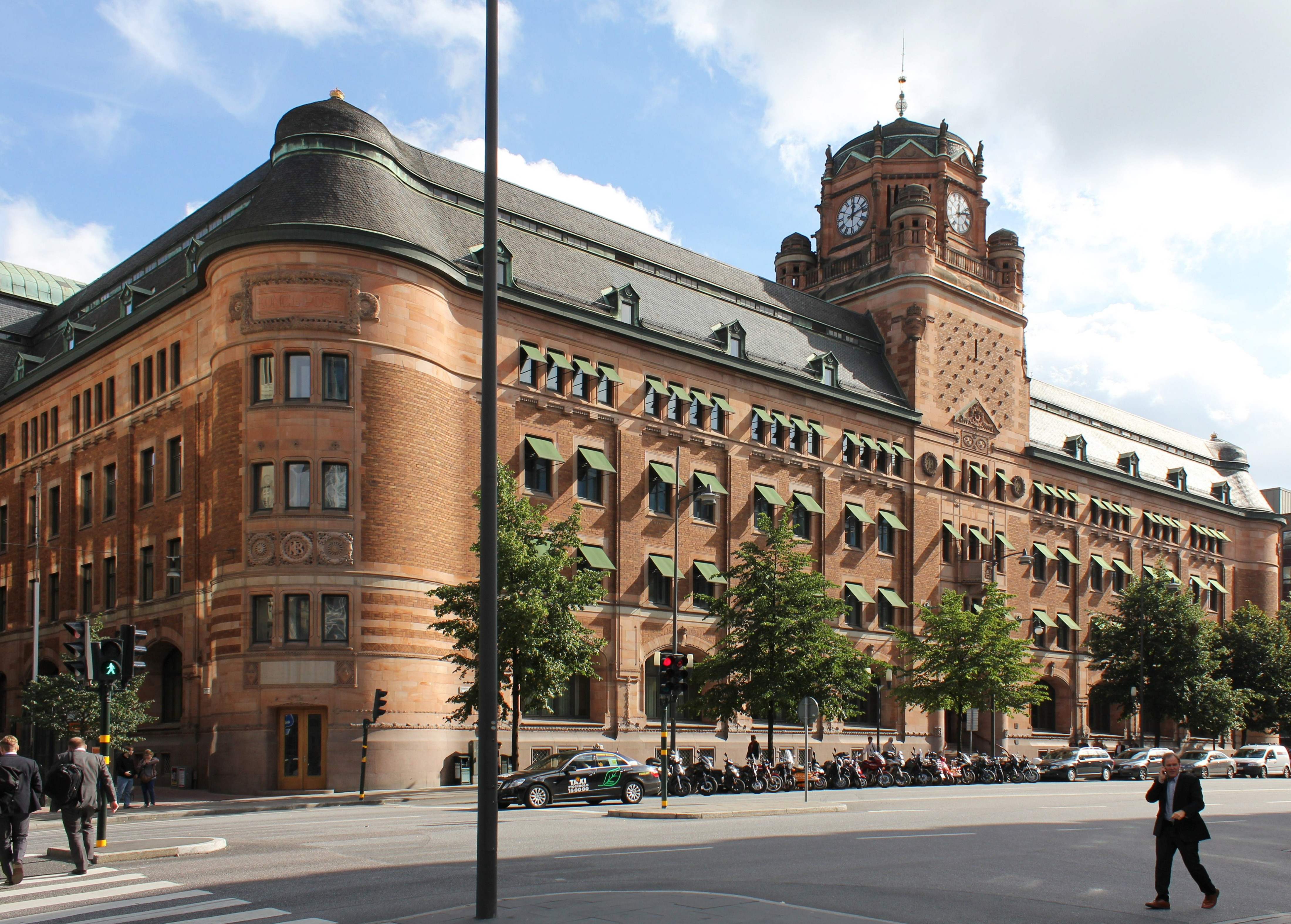
L'hôtel des postes de Stockholm, construit par Ferdinand Boberg en 1904.

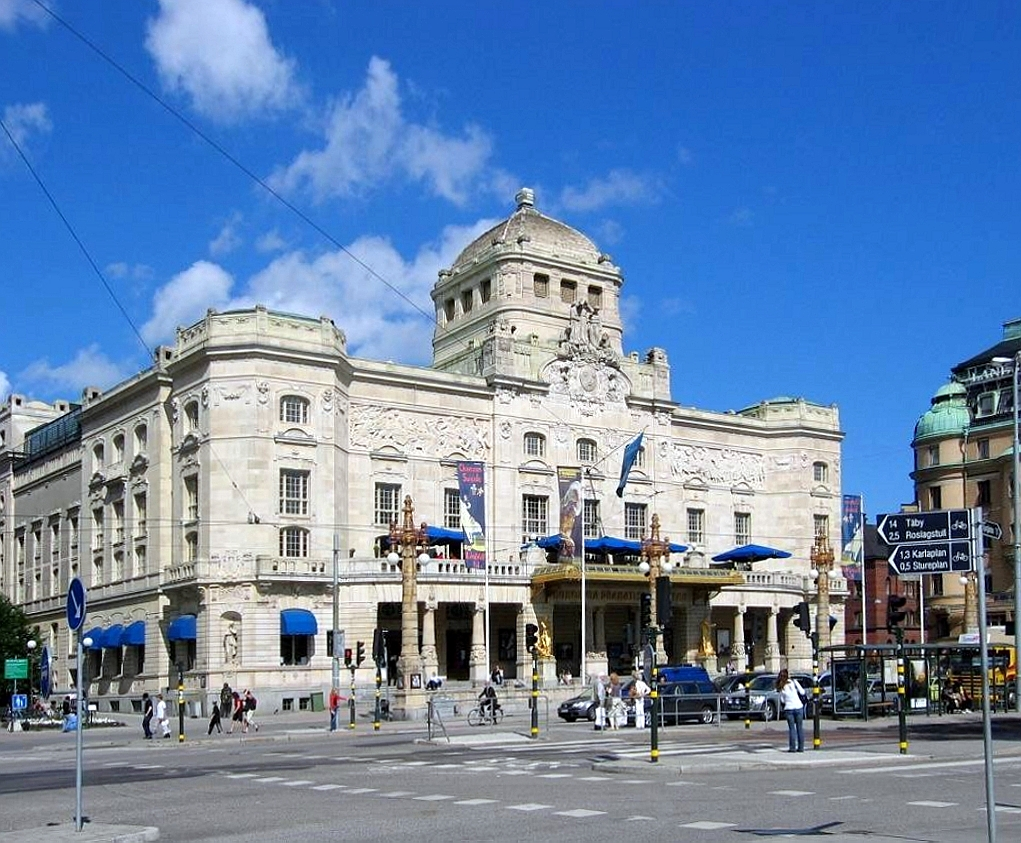
Théâtre dramatique royal.

À la fin du XIXe siècle émergea une nouvelle génération d'architectes qui se détourna de l'historicisme et de l'académisme. Cela donna lieu dans un premier temps à une floraison de réalisations Art nouveau, plus précisément inspirées du Jugendstil allemand (« Art nouveau » se dit d'ailleurs en suédois Jugend, en référence à la célèbre revue artistique munichoise, Jugend).
Ainsi, Gustaf Wickman se distingue par le désir de concilier les apports étrangers avec la création d'une nouvelle architecture nationale et moderne. Ainsi, il réalise dans cet esprit la Banque de Scanie à Stockholm, usant d'un appareil de pierre puissance, d'un couronnement massif et ramenant les formes architecturales à des proportions plus trapues, plus lourdes, comme pour traduire par cet édifice ramassé sur lui-même l'hostilité du climat et la rudesse du pays. Mais malgré sa façade rectiligne, monumentale, froide, l'immeuble de la Banque de Scanie révèle une recherche décorative originale. Ferdinand Boberg poursuit le même idéal à travers sont Hôtel de postes, réalisé en 1904, qui mêle lui-aussi l'austérité et la rigidité des formes à une décoration délicate et soignée, d'un faible relief. Les creux y sont pratiquement absents pour des raisons autant esthétiques que pratique : la neige, en s'y déposant et en fondant risque de faire éclater la pierre en gelant.
Rapidement, comme ailleurs en Scandinavie, ces architectes s'attachèrent à s'affranchir des influences étrangères pour élaborer un style explicitement national et très original, intégrant aussi bien les apports de l'Art nouveau ou, plus tard, de l'Art déco, que des références aux formes enracinées dans l'histoire du pays, par exemple dans l'habitat populaire et les églises rurales, en mêlant l'emploi de matériaux traditionnels (brique, granite, bois) à des idées inspirées du mouvement Arts and Crafts britannique. Cette recherche donna lieu à l'apparition du style national-romantique, qui domina la scène jusque dans les premières années de la décennie 1920. Son apogée s'illustrera à travers l'Hôtel de ville de Stockholm de Ragnar Östberg, édifié entre 1903 et 1923.

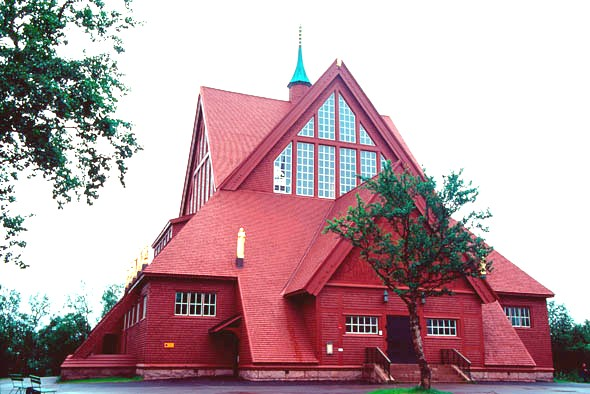
Église de Kiruna.

### Modernisme

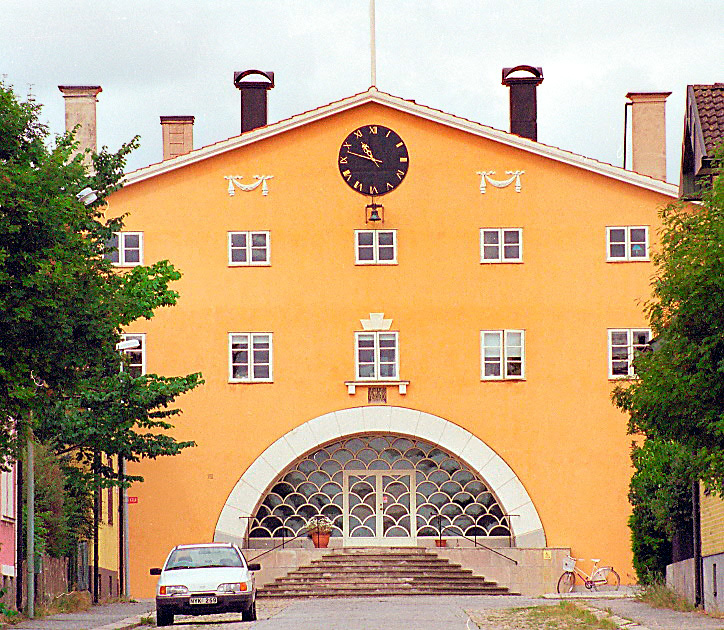
Palais de justice du quartier de Listers.

L'architecture moderne en Suède fut initiée par un groupe d'architectes qui reprit un vocabulaire néo-classique épuré et rigoureux. Gunnar Asplund et Ivar Tengbom furent deux des personnalités les plus représentatives des années 1920, contribuant au style qui fut connu par la suite dans les pays anglophones sous le nom de Swedish Grace, la grâce suédoise. Son succès a même éclipsé l'Art déco, remarquablement peu présent en Suède. Parmi les œuvres les plus importantes d'Asplund, on peut voir le palais de justice du quartier de Listers à Sölvesborg, la bibliothèque municipale de Stockholm et, en collaboration avec Sigurd Lewerentz, à la fois l'exposition (temporaire) de Stockholm de 1930 et le cimetière de Skogskyrkogården (aujourd'hui inscrit à l'inventaire du patrimoine mondial de l'UNESCO).
L'exposition industrielle et artisanale de Stockholm en 1930 aida le fonctionnalisme à faire son entrée en Suède. Dans les années qui suivirent — et particulièrement en ce qui concerne la construction individuelle — il devint l'idéologie dominante. Un exemple typique de ce lien étroit entre le Fonctionnalisme et la politique de gauche est le quartier de Kvarnholmen à Nacka, dessiné dans les années 1930 par la section architecturale de la Coopérative de consommateurs qui avait été fondée en 1924 comme première application de l'architecture organisée collectivement.

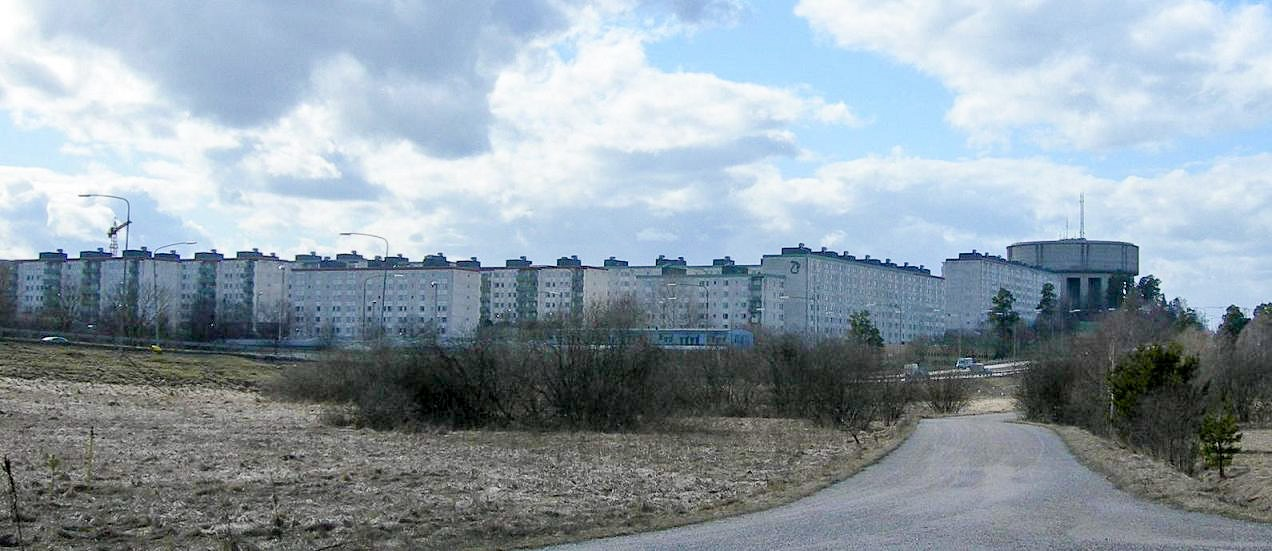
Programme million- arrondissement de Tensta à Stockholm

Malgré ces initiatives, la mauvaise qualité des habitations en Suède ne s'améliora pas. Après la Seconde Guerre mondiale un projet colossal d'habitation fut entrepris pour endiguer la pénurie et augmenter la qualité de l'habitat. En 1965 les autorités ont lancé le programme million  — la construction d'un million de nouveaux logements en dix ans (pour une population totale de 7,8 millions d'habitants). Des banlieues-dortoirs entières sortirent de terre en un temps record. Dans beaucoup de zone de centre ville, des terrains furent acquis et reprogrammés dans une optique moderne et fonctionnaliste pour faire des espaces de bureaux. Les immenses projets de bâtiment furent planifiés et menés par des bureaux d'architecture. Souvent la qualité et la conception des bâtiments restèrent secondaire face à la nécessité de livrer un si grand nombre de projets.

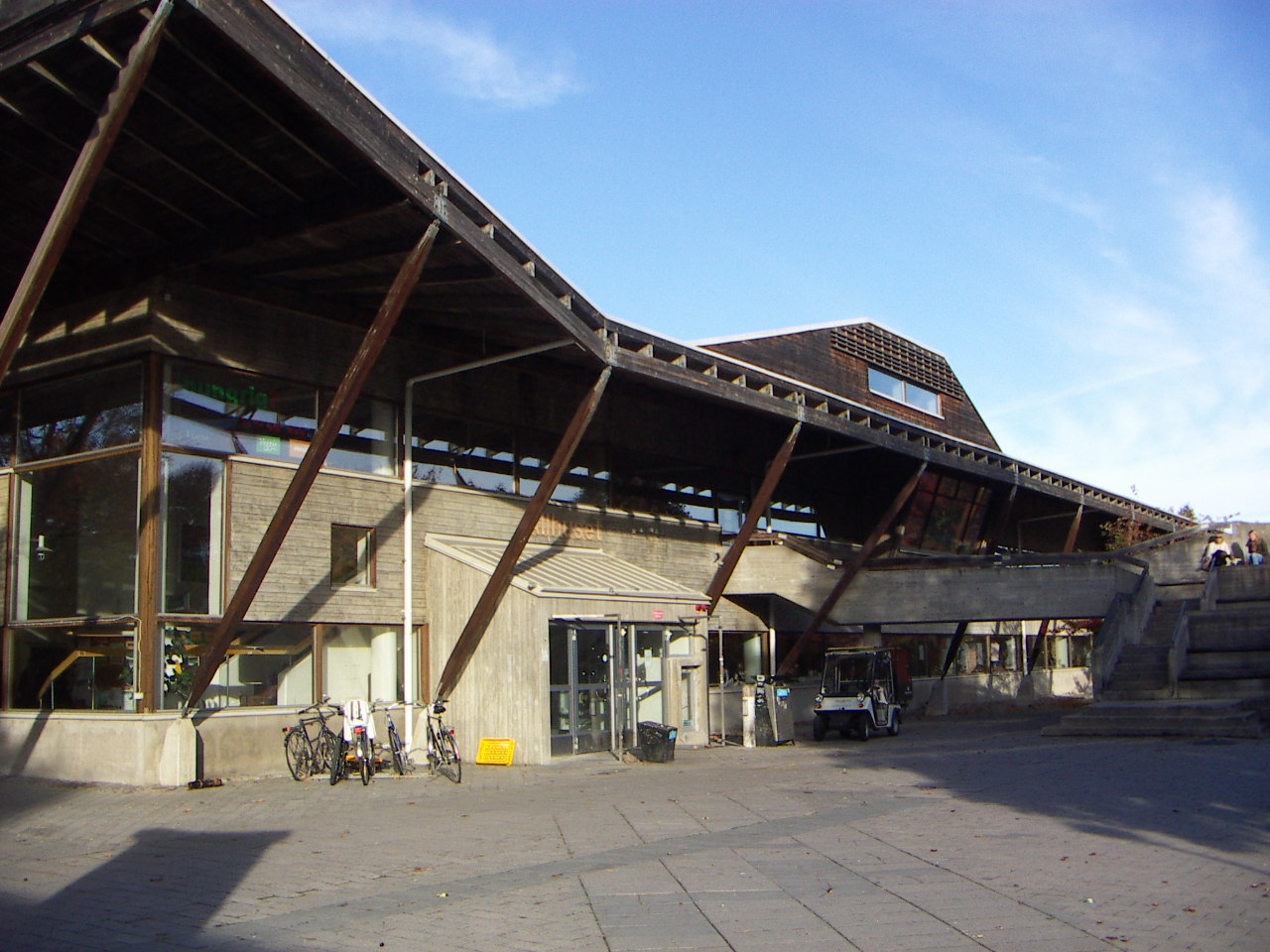
Ralph Erskine : université de Stockholm, Allhuset.

La crise pétrolière de 1973 mit fin au programme Million. Mais même avant cela le programme avait été l'objet de violentes critiques, notamment envers l'architecture de catalogue et les conséquences sociales délétères qu'il produit.

### Postmodernisme
De ces critiques, le concept postmoderne émergea en Suède, englobant une variété de tendances diverses. Une utilisation abondante de formes se développa, ce qui n'était pas arrivé depuis l'époque du style national romantique. L'une des plus importantes tête de ligne du postmodernisme en Suède fut le britannique de naissance Ralph Erskine.
De nos jours l'architecture suédoise est portée par des architectes comme Gert Wingårdh qui a commencé en tant que postmoderne mais qui a su contribuer au renouvellement de la scène architecturale contemporaine par l'innovation (son œuvre montre ainsi une influence venant de l'architecture écologique aussi bien que du minimalisme, du high-tech, de l'expressionnisme ou du néo-fonctionnalisme).